# کانگوروی دم‌قلم‌مویی قلم‌مو-دم
کانگوروی دم‌قلمویی قلمو-دم (نام علمی: Bettongia penicillata) کیسه‌داری از تیره کانگوروهای موش‌وار، سردهٔ کانگوروهای دم‌قلمویی است که در استرالیا یافت می‌شود. در سیاهه قرمز IUCN، این جانور در وضعیت در معرض انقراض طبقه‌بندی شده‌است.